# Подгорје (Апаче)
Подгорје (словен. Podgorje) је насељено мјесто у општини Апаче, Помурска регија, Словенија.

## Историја
До територијалне реорганизације у Словенији било је у саставу старе општине Горња Радгона.

## Становништво
У попису становништва из 2011. године, Подгорје је имало 191 становника.
| Број становника према пописима | Број становника према пописима | Број становника према пописима |
| ------------------------------ | ------------------------------ | ------------------------------ |
| 1991                           | 2002                           | 2011                           |
| 147                            | 177                            | 191                            |